# Nertera ciliata
Nertera ciliata är en måreväxtart som beskrevs av Thomas Kirk. Nertera ciliata ingår i släktet Nertera och familjen måreväxter. Inga underarter finns listade i Catalogue of Life.